# Une sorte d'Alaska

Une sorte d'Alaska (titre original : A Kind of Alaska) est une pièce de théâtre en un acte du dramaturge et prix Nobel de littérature anglais Harold Pinter écrite en 1982. Elle fait partie de la trilogie Other Places (avec Victoria Station et One for the road (en)).

## Résumé
Après avoir passé 29 ans dans un état catatonique, Deborah se réveille. Elle n'était qu'adolescente quand elle a perdue conscience. Elle a maintenant 45 ans.  Son médecin, le docteur Hornby, qui veille sur elle depuis le début de son coma, est devenu le mari de Pauline, la sœur de Deborah. 
Sous le regard attentionné de Hornby, Deborah cherche à se retrouver, à comprendre ce qui lui arrive et à appréhender sa nouvelle réalité.

## Description
Une sorte d'Alaska a été inspirée à Harold Pinter par la lecture d’Awakenings du neurologue Oliver Sacks, traité sur le réveil subit de certains patients atteints d'encéphalite léthargique, à la suite d'une longue période de sommeil. En plus de la pièce de Pinter, le récit de Sacks a inspiré le film L'Éveil (1990), réalisé par Penny Marshall avec Robert De Niro et Robin Williams. 

## Productions
La pièce a été créée au Royal National Theatre de Londres en 1982, et reprise en 1985 au Duchess Theatre (en).
La création en français, dans une mise en scène de Bernard Murat, a lieu au festival d'Avignon en 1987 par la Comédie-Française, en première partie d'une trilogie intitulée Autres Horizons (avec Victoria Station et Un pour la route). 
À Montréal, la pièce est présentée en 2005 au Théâtre de Quat'sous sous le titre Comme en Alaska dans une mise-en-scène signée par la chorégraphe Estelle Clareton, qui incorpore à la pièce des éléments de danse.  
Une sorte d'Alaska est jouée pour la première fois à Paris en 2013 à l'Aktéon (théâtre) puis au théâtre Les Déchargeurs dans une mise en scène d'Ulysse Di Gregorio avec Dorothée Deblaton, Marinelly Vaslon et Grégoire Pallardy.

## Fiche technique

### Théâtre Cottesloe (1982)
- Distribution :
  - Deborah : Judi Dench
  - Hornby : Paul Rogers
  - Pauline : Anne Massey

### Comédie-Française (1987)
- Metteur en scène : Bernard Murat
- Distribution : 
  - Deborah : Claude Winter
  - Hornby : Alain Mottet
  - Pauline : Martine Chevallier

### Théâtre Les Déchargeurs (2013)
- Metteur en scène : Ulysse Di Gregorio
- Scénographie : Benjamin Gabrié
- Costumes : Josephus Thimister
- Distribution :
  - Deborah : Dorothée Deblaton
  - Hornby : Grégoire Pallardy
  - Pauline : Marinelly Vaslon